# Bodfish
Bodfish es un lugar designado por el censo ubicado en el condado de Kern en el estado estadounidense de California. En el año 2010 tenía una población de 1.956 habitantes.

## Geografía
Bodfish se encuentra ubicado en las coordenadas 35°35′17″N 118°29′31″O / 35.58806, -118.49194. Según la Oficina del Censo, la ciudad tiene un área total de 21,31 km², de los que 21,27 km² son tierra y 0,03 km² agua.

## Demografía
Los ingresos medios por hogar la localidad en el año 2000 eran de $22,368, y los ingresos medios por familia eran $29,375. Los hombres tenían unos ingresos medios de $22,308 frente a los $14,926 para las mujeres. La renta per cápita para la localidad era de $12,735. Alrededor del 15.9% de la población estaba por debajo del umbral de pobreza.